# Subduktionszon

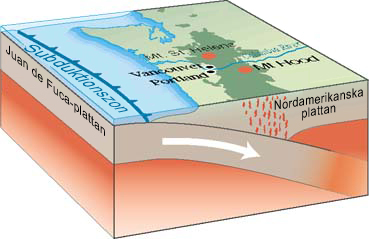
Juan de Fuca-plattan sjunker under den nordamerikanska plattan och bildar en subduktionszon vid Kaskadbergen.

En subduktionszon eller neddykningszon är ett gränsområde i litosfären där två litosfäriska plattor kolliderar med varandra varpå den ena plattan tvingas ned under den andra (så kallad subduktion) och sjunker ned i manteln. I en subduktionszon bildas djuphavsgravar, öbågar och bergskedjor. Subduktionszoner är områden som är geologiskt mycket aktiva med många jordbävningar och vulkaner. Det är i dessa områden som tsunamier vanligtvis bildas.

## Introduktion
Jordens yttersta skikt, de översta 5 till 250 kilometrarna, kallas litosfären och består av jordskorpan som omsluter de trögflytande magmorna i den starka, översta delen av den övre manteln. En subduktionszon bildas då två kontinentalplattor kolliderar. Vid kollisionen trycks den platta med högre densitet ned under den kolliderande plattan med lägre densitet. Eftersom plattornas densitet beror på deras mineralogiska sammansättning är det oftast så att en oceanisk platta trycks ned under en platta med kontinental berggrund då den har en högre densitet.
I samband med subduktionszoner är den vulkaniska aktiviteten ofta mycket stor. Den vulkaniska aktiviteten sker emellertid inte på ett visst bestämt avstånd från subduktionszonen. Man har istället kunnat fastställa ett samband mellan, å ena sidan, avståndet mellan subduktionszonen och vulkanerna, den så kallade Wadati-Benioff-zonen, och, å andra sidan, hur djupt ner i manteln den nedtryckta plattan når. Studier av många subduktionszoner antyder att vulkanerna uppstår där plattan har nått hundra kilometer ned i jorden.
Den geologiska aktiviteten är mycket hög i subduktionszonerna vilket regelbundet leder till kraftiga jordbävningar. När delar av den svalare jordskorpan tvingas ned i den hetare manteln deformeras stora massor och blir bräckliga, vilket skapar de förutsättningar som krävs för jordbävningar i subduktionszonerna.

## Subduktion mellan ocean och kontinent
Vid en kollision mellan en oceanisk platta och en kontinentalplatta gör skillnader i densitet dem emellan att den förra, som har högre densitet, sjunker ned under den platta som har en stor landsmassa. Jordskorpan ensam har ungefär samma densitet under haven som på kontinenterna (omkring 2,8 gram/kubikcentimeter) men eftersom jordskorpan är mycket tjockare på kontinenterna pressar den undan mer av den underliggande manteln där. Följaktligen har den kontinentala litosfären lägre densitet än den oceaniska litosfären. Den senare pressas därför ned under den tidigare. Resultatet av en sådan här subduktion är att det bildas bergskedjor på kontinentalplattan, några exempel är Anderna i Sydamerika och Klippiga bergen i Nordamerika). 

## Subduktion i oceanen
När två oceaniska plattor kolliderar med varandra sjunker normalt den äldre plattan, som är kallare, tjockare och kompaktare, ned under den yngre, som är hetare och tunnare. 
Områden med vulkanisk aktivitet (Large Igneous Provinces, LIP) kan dock göra att det omvända inträffar. En LIP ovanpå en äldre oceanisk platta kommer att tränga undan den underliggande manteln med hög densitet, vilket ger den äldre oceaniska litosfären lägre densitet än den yngre. Mätningar med seismologisk tomografi antyder att den nedpressade oceaniska plattan kan nå så djupt som till mantel-kärn-gränsen.
I subduktionszonerna uppstår djuphavsgravar som Marianergraven som når ända ned till 10 911 meter under havsytan. Parallellt med djuphavsgravarna gör den vulkaniska aktiviteten på havsbotten att det uppstår öbågar som Japan och Filippinerna.
När jordbävningar sker i oceanerna uppstår stora vågrörelser, så kallade tsunami. Små skalv orsakar konstant mindre tsunamivågor som vi aldrig märker något av, men stora skalv kan orsaka svåra katastrofer vilket skedde vid jordbävningen i Indiska Oceanen 2004 då den Indoaustraliska kontinentalplattan trycktes ned under den eurasiska kontinentalplattan.

## Subduktion på kontinenten
När två kontinentalplattor kolliderar med varandra gör deras inbördes likhet i densitet och tjocklek att de tenderar till att tryckas ihop mot varandra med kraftig veckbildning och bergsbildning (orogenes) som följd. 
Där till exempel den Indiska subkontinenten kolliderar med den Eurasiska bildas bergskedjan Himalaya med världens högsta berg Mount Everest som når 8 848 meter över havet. 
Där Arabiska halvön kolliderar med Eurasiska kontinenten, från Turkiet till Pakistan, är jordbävningar vanligt förekommande.